# AEW Road Rager
AEW Road Rager es un evento de lucha libre profesional producido por All Elite Wrestling (AEW). El evento fue establecido por la empresa desde el 2021, como un episodio especial del programa de televisión semanal insignia de la empresa, Dynamite.

## Fechas y lugares
| Evento            | Fecha                | Lugar                 | Estadio        | Evento principal                                                                                        |
| ----------------- | -------------------- | --------------------- | -------------- | --- |
| Road Rager (2021) | 7 de julio de 2021   | Jacksonville, Florida | Daily's Place  | The Young Bucks (Matt Jackson & Nick Jackson) (con Brandon Cutler) vs. Eddie Kingston & Penta El Zero M |
| Road Rager (2022) | 15 de junio de 2022. | St. Louis, Misuri     | Chaifetz Arena | The Young Bucks (Matt Jackson & Nick Jackson) vs. Jurassic Express (Jungle Boy & Luchasaurus)           |

## Producción
En mayo, AEW anunció que regresarían a las giras en vivo, comenzando con un episodio especial de Dynamite titulado Road Rager el 7 de julio, convirtiéndose a su vez en la primera empresa importante de lucha libre profesional en reanudar las giras en vivo durante la pandemia.
Se anunció que Road Rager se llevaría a cabo en Miami, Florida en el James L. Knight Center y fue el primero de un lapso de cuatro semanas de episodios especiales de Dynamite como parte de la gira "Welcome Back" de AEW, que continuará con las dos partes Fyter Fest el 14 y 21 de julio y luego concluirá con Fight for the Fallen el 28 de julio.

## Ediciones

### 2021
Road Rager  fue un especial de televisión que se retransmitió en vivo el 7 de julio de 2021 por el canal televisivo estadounidense TNT como un episodio de Dynamite y producido por All Elite Wrestling desde el James L. Knight Center en Miami, Florida. El evento marcó la reanudación de las giras en vivo de AEW durante la pandemia de COVID-19, luego de un año de producción de espectáculos en Daily's Place en Jacksonville, Florida, convirtiéndose también en la primera empresa importante de lucha libre en reanudar las giras en vivo durante la pandemia.
Fue el primer episodio de la gira "Welcome Back" de AEW, un lapso de cinco semanas de episodios especiales de Dynamite. En ese momento, fue el evento de lucha libre con mayor asistencia durante la pandemia fuera de WrestleMania 37 de la WWE en abril y Double or Nothing de AEW en mayo.`El evento también fue notable por la aparición debut en AEW de Malakai Black, anteriormente Aleister Black en WWE.

#### Resultados
- Cody Rhodes (con Arn Anderson) derrotó a QT Marshall (con Aaron Solow y Nick Comoroto) en un South Beach Strap Match.
  - Rhodes ganó la lucha después de tocar las cuatro esquinas del ring.
- The Pinnacle (Wardlow, Cash Wheeler & Dax Harwood) (con Tully Blanchard) derrotaron a The Inner Circle (Jake Hager, Santana & Ortiz) (con Konnan).
  - Wardlow cubrió a Hager después de un «Ankle Lock».
  - Después de la lucha, Blanchard atacó a Konnan.
- Andrade El Ídolo (con Vickie Guerrero) derrotó a Matt Sydal.
  - Andrade cubrió a Sydal después de un «Hammerlock DDT».
- Best Friends (Orange Cassidy & Kris Statlander) derrotaron a The Blade & The Bunny.
  - Statlander cubrió a The Bunny después de un «Backpack Fury».
- The Young Bucks (Matt Jackson & Nick Jackson) (con Brandon Cutler) derrotaron a Eddie Kingston & Penta El Zero M en un Street Fight y retuvieron el Campeonato Mundial en Parejas de AEW.
  - Matt cubrió a Kingston después de un «Meltzer Driver».
  - Durante la lucha, The Good Brothers (Doc Gallows & Karl Anderson) y Brandon Cutler interfirieron a favor de los Bucks, mientras que Frankie Kazarian interfirió a favor de Kingston y Zero M.

### 2022
Road Rager 2022 fue un especial de televisión que se transmitió en vivo el 15 de junio de 2022 por el canal televisivo estadounidense TBS, como especiales de los programas de televisión semanales Dynamite y Rampage, desde el Chaifetz Arena en St. Louis, Misuri.

#### Resultados

##### Dynamite 15 de junio
- Chris Jericho derroto a Ortiz en un Hair vs. Hair Match.
  - Jericho cubrió a Ortiz después que Sammy Guevara lo atacara con un bate haciéndose pasar por Fuego Del Sol, cambiando a heel.
  - Como resultado, Ortiz fue rapado.
  - Durante la lucha, Jericho Appreciation Society interfirió a favor de Jericho, mientras que Eddie Kingston y Wheeler Yuta lo hicieron a favor de Ortiz.
- Wardlow derrotó a 20 integrantes del equipo de seguridad de AEW (con Mark Sterling) en un Handicap Match.
  - Wardlow cubrió a cuatro de los integrantes de equipo de seguridad después de un «Powerbomb Symphony».
  - Después de la lucha, Wardlow atacó a Sterling.
- Will Ospreay derrotó a Dax Harwood.
  - Ospreay cubrió a Harwood después de un «Hidden Blade».
  - Después de la lucha, United Empire atacó a Harwood, pero fueron detenidos por Cash Wheeler y Roppongi Vice.
  - Después de la lucha, Orange Cassidy hizo su regreso y confrontó a Ospreay.
- Miro derrotó a Ethan Page (con Dan Lambert) y ganó una oportunidad por el Campeonato Atlántico de AEW en Forbidden Door.
  - Miro forzó a Page a rendirse con un «Game Over».
  - Durante la lucha, Lambert interfirió a favor de Page.
- Toni Storm derrotó a Dr. Britt Baker D.M.D. (con Rebel).
  - Storm cubrió a Baker después de un «Storm Zero».
- The Young Bucks (Matt Jackson & Nick Jackson) derrotaron a Jurassic Express (Jungle Boy & Luchasaurus) en un Ladder Match y ganaron el Campeonato Mundial en Parejas de AEW.
  - The Young Bucks ganaron la lucha después de descolgar los campeonatos.
  - Después de la lucha, Christian Cage atacó a Jungle Boy.
  - Originalmente The Hardys (Matt Hardy & Jeff Hardy) iban a participar de la lucha, pero fueron retirados debido a problemas personales de Jeff.

##### Rampage 17 de junio
- Jon Moxley derrotó a Dante Martin.
  - Moxley forzó a Martin a rendirse con un «Sleeper Hold».
- Max Caster y Gunn Club (Austin Gunn & Colten Gunn) (con Billy & Anthony Bowens) derrotaron a Bear Country (Bear Bronson & Bear Boulder) y Leon Ruff.
  - Caster cubrió a Ruff después de un «Mic Drop».
- Jade Cargill (con Stokely Hathaway & Kiera Hogan) derrotó a Willow Nightingale y retuvo el Campeonato TBS de AEW.
  - Cargill cubrió a Nightingale después de un «Jaded».
  - Después de la lucha, Cargill y Hogan atacaron a Nightingale, pero fueron detenidas por Athena y Kris Statlander.
- Darby Allin derrotó a Bobby Fish.
  - Allin cubrió a Fish con un «Roll-Up».
  - Después de la lucha, Fish atacó a Allin, pero fue detenido por Sting.